# Picavus litencicensis
Picavus litencicensis — викопний вид дятлоподібних птахів вимерлої родини Picavidae. Існував в олігоцені в Європі. Скам'янілі рештки птаха знайдені в селі Літенчіце у Злінському краї на сході Чехії. Було виявлено відносно добре збережений посткраніальний скелет, включаючи відбитки пір'я. Picavus був маленьким птахом із розмахом крил близько 15 см.